# 杨莹 (1976年)
杨莹（1976年4月—），辽宁抚顺人，汉族，无党派人士。中华人民共和国政治人物、第十三届全国人民代表大会海南省代表。

## 生平
2018年，杨莹被选为海南省出席第十三届全国人民代表大会代表。